# Потапов Василь Абрамович
Василь Абрамович Потапов (1918—1996) — радянський танкіст, полковник. Учасник радянського вторгнення до Польщі (1939), приєднання Бессарабії та Північної Буковини до СРСР (1940) та Німецько-радянської війни (1941—1945). Герой Радянського Союзу (1944), почесний громадянин Мелітополя (1995).

## Біографія
Народився 27 березня 1918 року в селі Бортне Мценського повіту Орлівської губернії Радянської Росії (нині село в Залігощенському районі Орловської області Росії) у селянській родині. Освіта середня професійна. До призову на військову службу працював механіком на Моховській машинно-тракторній станції.
У ряди Робітничо-селянської Червоної Армії Василь Потапов був призваний Моховським районним військкоматом Орловської області у 1938 році. Термінову службу розпочав рядовим під Новоградом-Волинським у 24-й легкотанковій бригаді Київського спеціального військового округу. У вересні 1939 року у складі Волочиської (пізніше Східної) армійської групи Українського фронту брав участь у радянському вторгненні до Польщі. Після закінчення строкової служби вирішив залишитися на надстрокову службу та був направлений на курси танкових техніків при Ленінградському автотехнічному училищі. За час його навчання автобронетанкові війська СРСР були реформовані, і на службу молодший технік Потапов повернувся до 15-го танкового полку 8-ї танкової дивізії 4-го механізованого корпусу 6-ї армії. У червні-липні 1940 року він брав участь в операції з приєднання Бессарабії та Північної Буковини до СРСР. Перед початком Німецько-радянської війни 15-й танковий полк дислокувався у передмісті Львова.
У Німецько-радянській війні Потапов воював на Південно-Західному фронті. Брав участь у прикордонних битвах. 24 червня 1941 року 8-ма танкова дивізія була передана до складу 15-го механізованого корпусу і брала участь у танковій битві в районі Дубно-Луцьк-Броди. Після поразки військ Південно-Західного фронту у битві Потапов вже в пішому строю з боями відступав до Києва, де у вересні 1941 року потрапив в оточення. В кінці жовтня 1941 йому вдалося перейти лінію фронту. Після перевірки в органах НКВС СРСР його направили до танкового училища. Знову в діючій армії лейтенант Потапов з 18 грудня 1942 на Південно-Західному фронті на посаді командира роти середніх танків 290-го танкового батальйону 99-ї танкової бригади 2-го танкового корпусу 3-ї гвардійської армії. Брав участь в операції «Малий Сатурн», в ході якої були відбиті спроби німців деблокувати оточену в Сталінграді 6-ту армію вермахту. У січні-лютому 1943 року війська Південно-Західного фронту провели Ворошиловградську операцію. У ході наступальних боїв рота старшого лейтенанта Потапова знищила 13 ворожих танків, 5 бронетранспортерів, 2 самохідні артилерійські установки, 4 артилерійські гармати, 15 кулеметних точок, 12 автомашин з піхотою і військовими вантажами.
Після закінчення операції «Скачок» 2-й танковий корпус було виведено в резерв фронту, де він перебував до червня 1943 року. На початку липня 1943 року корпус був у терміновому порядку перекинутий на Воронезький фронт, а 8 липня 1943 року введений у бій у районі станції Прохорівка. Старший лейтенант Потапов брав участь у першій зустрічній битві на прохорівському полі, що відбулась цього дня між підрозділами 2-го танкового корпусу та частинами танкових дивізій СС «Мертва голова» та «Дас Райх». Відбивши тиск супротивника, радянські танкісти закріпилися на оборонних позиціях під Прохорівкою і з 9 по 12 червня 1943 року вони вели важкі бої з переважаючими силами ворога. У цей період танкова рота старшого лейтенанта Потапова зупинила німецькі танки на рубежі Михайлівка — Василівка. У запеклих багатогодинних боях рота Потапова знищила 3 важких та 7 середніх танків супротивника, 2 мінометні батареї та до 250 військовослужбовців вермахту. 12 липня 1943 року Потапов командував своєю ротою в танковій битві під Прохорівкою. У серпні 1943 року старший лейтенант Потапов брав участь у остаточному розгромі німецько-фашистських військ на південному фланзі Курської дуги в ході Білгородсько-Харківської операції, звільняв місто Лебедін. «За масовий героїзм особового складу» в Курській битві 2-й танковий корпус був перетворений на 8-й гвардійський, а 99-а танкова бригада стала 59-ю гвардійською. Потапов був нагороджений орденом Червоного Прапора та призначений командиром 290-го танкового батальйону.
Під час Сумсько-Прилуцької операції танковий батальйон старшого лейтенанта Потапова діяв в авангарді корпусу. Прорвавши 9 вересня 1943 року оборону противника на річці Грунь, Потапов зі своїми танкістами рушив у тил німецьких військ. Знищуючи німецьки заслони, 11 вересня 1943 року він вийшов до села Коновалове, де розбив велику колону німецьких військ. У цьому бою Потапов особисто знищив 9 протитанкових гармат, 1 САУ, до 10 автомашин із вантажами та близько 150 ворожих солдатів. 22 вересня 1943 року батальйон Потапова першою з частин корпусу вийшов до Дніпра на північ від Канева. 25 вересня 1943 року, за п'ять годин, під безперервним артилерійським вогнем та бомбардуванням німецької авіації, Потапов здійснив переправу свого батальйону на правий берег річки біля села Зарубинці Канівського району Черкаської області, не втративши при цьому жодної машини. Відразу за підтримки мотопіхоти танкісти оволоділи важливим опорним пунктом німецької оборони. До середини дня 29 вересня зусиллями батальйону Потапова плацдарм, який отримав назву Букринського, було розширено до 15 квадратних кілометрів. Німці, підтягнувши значні резерви, 28 вересня 1943 перейшли у контратаку. Протягом двох днів силами двох піхотних полків за підтримки танків, самохідних артилерійських установок та авіації вони намагалися відкинути радянські війська назад за Дніпро. Лише 29 вересня батальйон Потапова відбив 9 німецьких атак. У ході дводенних боїв 290-й танковий батальйон знищив 2 ворожих САУ, 12 польових артилерійських систем, понад 25 кулеметів, 6 мінометних батарей та понад 600 німецьких солдатів та офіцерів. У жовтні 1943 року частини Червоної Армії, що знаходилися на Букринському плацдармі, вели важкі бої за його розширення. Прагнучи поліпшити займані позиції для наступного наступу, війська на плацдармі неодноразово робили атаки на позиції противника на північ від Великого Букрина, проте щоразу грузли в його глибоко ешелонованій обороні. Кинутий у бій на цій ділянці 290-й танковий батальйон гвардії старшого лейтенанта Потапова 13 жовтня 1943 стрімкою атакою зламав опір противника і захопив стратегічно важливий опорний пункт німецької оборони — село Ходорів. Успіх батальйону Потапова дав можливість розширити плацдарм до 5 кілометрів у глибину та зміцнити позиції радянських військ. «За зразкове виконання бойових завдань командування на фронті боротьби з німецькими загарбниками та виявлені при цьому відвагу та геройство» указом Президії Верховної Ради СРСР від 3 червня 1944 року гвардії старшому лейтенанту Потапову Василю Абрамовичу було присвоїно звання Героя Радянського Союзу.
У середині листопада 1943 року, вже після звільнення Києва, 8-й гвардійський танковий корпус, що зазнав великих втрат, був надовго виведений в резерв. До літа 1944 року командири підрозділів займалися навчанням молодого поповнення. У бій корпус було кинуто в середині липня 1944 року на 1-му Білоруському фронті під час Люблін-Берестнйської операції. Незабаром після початку операції корпус був включений до складу 2-ї танкової армії. 2-й танковий батальйон гвардії капітана Потапова пройшов з боями від Західного Бугу до передмість Варшави, знищивши 9 німецьких танків, 17 протитанкових гармат, 24 автомашини з військовими вантажами, понад 30 кулеметних точок і більше 800 солдатів і офіцерів супротивника. Потапов брав участь у вуличних боях за міста Люблін та Мінськ-Мазовецький, звільняв Прагу — правобережне передмістя Варшави. У жовтні 1944 року його батальйон у складі бригади відбивав контрудари німецьких військ на Сероцькому плацдармі. В останніх числах листопада 1944 року 8-й гвардійський танковий корпус був виведений у фронтовий резерв і почав підготовку до нового наступу.
У ніч з 14 на 15 січня 1945 року він був введений на Пултуський плацдарм і на світанку кинутий у бій у смузі наступу 2-ї ударної армії 2-го Білоруського фронту. У ході Млавсько-Ельбінзької фронтової операції, що проводилась в межах Східно-Прусської стратегічної операції, військам фронту належало оволодіти млавським оборонним районом противника. У ніч на 17 січня 1945 року 2-й танковий батальйон під командуванням гвардії капітана Потапова атакував ворожий аеродром у місті Цеханув. Внаслідок атаки батальйон розгромив велике угруповання противника, який готувався перейти в контратаку. У бою танкістами було знищено 41 артилерійську систему, 2 танки, 8 мінометів, 2 зенітні установки та до 450 ворожих солдатів та офіцерів, захоплено 1 танк та склад з паливом. У полон здалися 52 військовослужбовці вермахту. 22 січня 1945 року батальйон брав участь у штурмі міста Дойч-Ейлау, стратегічно важливого вузла німецької оборони. На честь підрозділів, що брали участь у штурмі міста, в Москві було дано салют, а танкістам 8-го гвардійського танкового корпусу було оголошено подяку від імені Верховного Головнокомандувача. За досягнення у Млавсько-Ельбінзькій операції Потапов був нагороджений орденом Червоного Прапора та підвищений до майора.
10 лютого 1945 року війська 2-го Білоруського фронту розпочали Східно-Померанську операцію з метою розгрому німецької групи армій «Вісла». 8-й гвардійський танковий корпус після перегрупування включився до операції у середині лютого 1945 року. Перейшовши в наступ з плацдарму на лівому березі Вісли на північ від Грауденца, підрозділи корпусу прорвали оборону противника і, оминаючи опорні пункти німецької оборони, рушили до Данцига. Батальйон гвардії майора Потапова діяв у авангарді корпусу. 19 лютого 1945 року було захоплене місто Меве. 6 березня 59-а гвардійська танкова бригада брала участь у штурмі міста Прейсіш-Старгард. 23 березня 1945 року батальйон Потапова розгромив сильні опорні пункти німців у Гросс Белькау та Леблау і в ніч з 25 на 26 березня 1945 року зухвалим маневром увірвався до Емауса, передмістя Данцига. Успішні дії танкового батальйону Потапова ьули відображені у зведенні Радінформбюро за 25 березня 1945 року. У ході вуличних боїв за Данциг гвардії майор Потапов грамотно організував взаємодію зі стрілецькими та артилерійськими підрозділами. Танкісти Потапова швидко просунулися до центру міста та захопили переправи через канали. Очищаючи від противника квартал за кварталом, 2-й танковий батальйон 30 березня 1945 вийшов на східну околицю міста. Під час вуличних боїв у Данцизі танкістами Потапова було знищено 6 сильних опорних пунктів німецької оборони, 8 танків, 18 артилерійських гармат, 6 мінометних батарей та до 600 ворожих солдатів та офіцерів.
Під час Берлінської операції 8-й гвардійський танковий корпус становив резерв командувача 2-го Білоруського фронту і в боях участі не брав. Бойовий шлях гвардії майор закінчив у Німеччині неподалік міста Пренцлау.
Після завершення Німецько-радянської війни Василь Потапов був направлений на навчання до Ленінградської вищої офіцерської бронетанкової школи. Після закінчення школи 1946 року він продовжив службу в Радянській Армії.
У 1956 році у званні полковника він звільнився у запас. Жив і працював у Мелітополі. Помер 5 серпня 1996 року. Похований у Мелитополі.

## Нагороди та звання
- Медаль «Золота Зірка» (03.06.1944)
- Орден Леніна (03.06.1944)
- Три ордени Червоного Прапора (20.08.1943; 10.10.1943; 06.02.1945)
- Орден Олександра Невського (14.08.1944)
- Два ордени Вітчизняної війни 1-го ступеня (10.05.1945; 11.03.1985)
- Два ордени Червоної Зірки (05.03.1943); ??)
- Почесний громадянин Мелітополя (23.03.1995).

## Виноски
1. ↑  Мохівський район Орловської області існував у 1928—1930 та 1935—1963 роках. Нині Залігощенський район Орловської області.
2. ↑  Ймовірно, Саратівське танкове училище.
3. ↑  Два важкі танки були підбиті особисто В. А. Потаповим.
4. ↑  Наказ НКО СРСР № 284 від 19 вересня 1943 року.
5. ↑  Село входило до складу Григорівської сільської ради Канівського району Черкаської області. Затоплено Канівським водосховищем. Офіційно виключено зі списку населених місць Канівського району 1976 року.
6. ↑  290-й окремий танковий батальйон був переформований у 2-й танковий 13 січня 1944 року.

## Документи
- Общедоступный электронный банк документов «Подвиг Народа в Великой Отечественной войне 1941—1945 гг.». Архів оригіналу за 13 березня 2012. Процитовано 5 лютого 2013.

Представление к званию Героя Советского Союза и указ ПВС СССР о присвоении звания. Архів оригіналу за 14 лютого 2013. Процитовано 5 лютого 2013.
Орден Красного Знамени (фрагмент наградного листа и данные из учётной карточки о награждении приказом от 20.08.1943). Архів оригіналу за 14 лютого 2013. Процитовано 5 лютого 2013.
Орден Красного Знамени (наградной лист и приказ о награждении от 10.10.1943). Архів оригіналу за 14 лютого 2013. Процитовано 5 лютого 2013.
Орден Красного Знамени (наградной лист и приказ о награждении от 06.02.1945). Архів оригіналу за 14 лютого 2013. Процитовано 4 лютого 2013.
Орден Александра Невского (наградной лист и приказ о награждении). Архів оригіналу за 14 лютого 2013. Процитовано 5 лютого 2013.
Орден Отечественной войны 1-й степени (наградной лист и приказ о награждении). Архів оригіналу за 14 лютого 2013. Процитовано 5 лютого 2013.
Орден Отечественной войны 1-й степени (информация из карточки награждённого к 40-летию Победы). Архів оригіналу за 14 лютого 2013. Процитовано 5 лютого 2013.
Орден Красной Звезды (наградной лист и приказ о награждении от 05.03.1943). Архів оригіналу за 14 лютого 2013. Процитовано 5 лютого 2013.